# História das Ilhas Geórgia do Sul e Sandwich do Sul

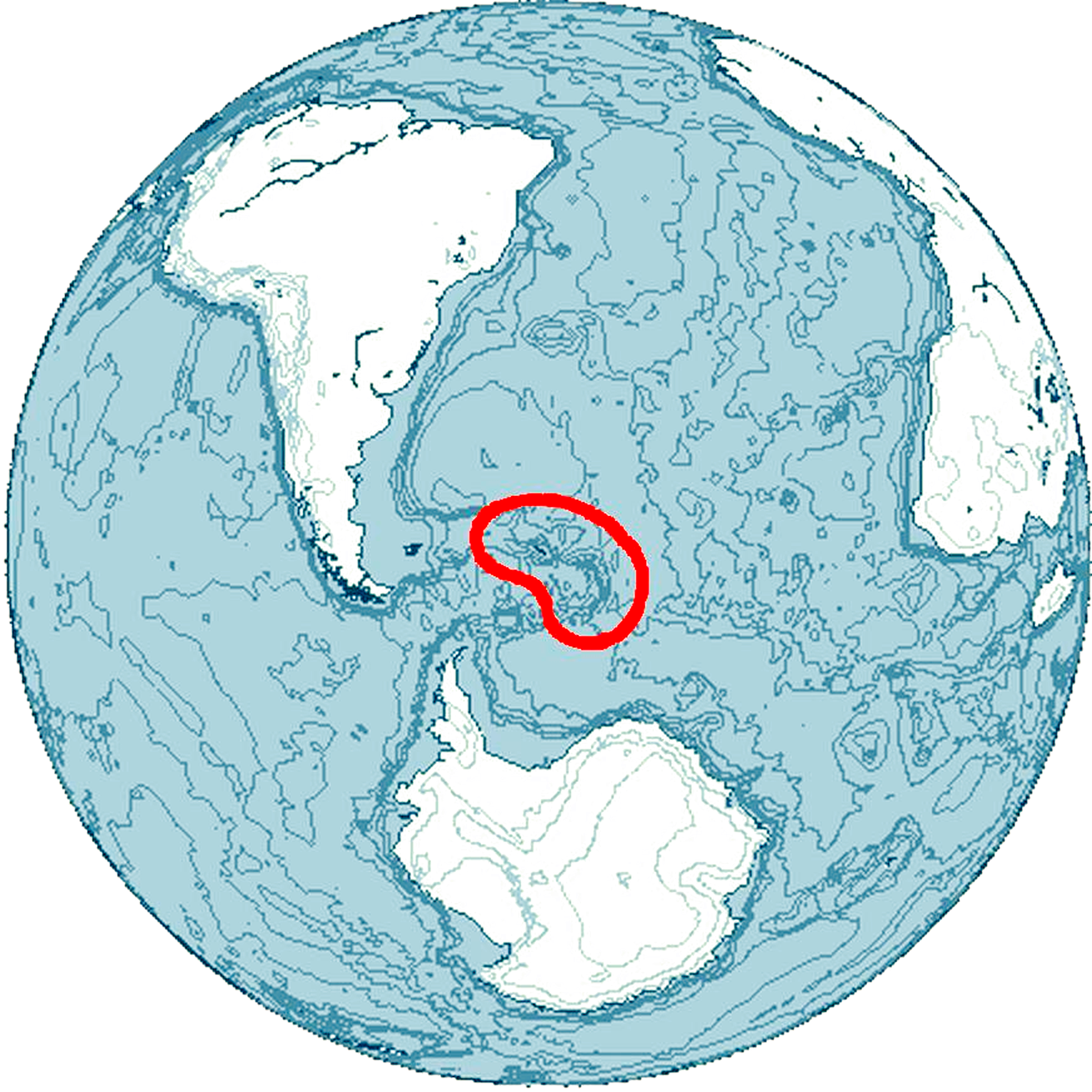
Posição das Ilhas Geórgia do Sul
e Sandwich do Sul.

A paisagem do arquipélago formado pelas ilhas de Geórgia do Sul e Sandwich do Sul vem sendo descrita por exploradores e aventureiros como "o Himalaia do Oceano Antártico", ou "a Antártica em poucas palavras", numa perfeita combinação de montanhas rochosas, vulcões, gelo, pinguins, vários gêneros de focas e até renas (encontrada somente em Geórgia do Sul).

## Introdução
A ilha de Geórgia do Sul, juntamente com as ilhas Sandwich do Sul, as rochas Shag e os Rochedos Clerke, formam o Território Ultramarino Britânico das Ilhas Geórgia do Sul e Sandwich do Sul, estabelecido em 1985. Esse território tem uma área comparativamente igual à de Cabo Verde, e ligeiramente maior que a do estado norte-americano de Rhode Island. Em 1993, a jurisdição do território foi declarada Zona Económica Exclusiva, de 200 milhas náuticas, compreendendo 1,4 milhão de km² de umas das mais ricas águas do oceano em biodiversidade, as quais são exploradas de acordo com as exigências da Convenção para Conservação dos Recursos Vivos Marinhos Antárticos.

## Séculos XVII a XIX

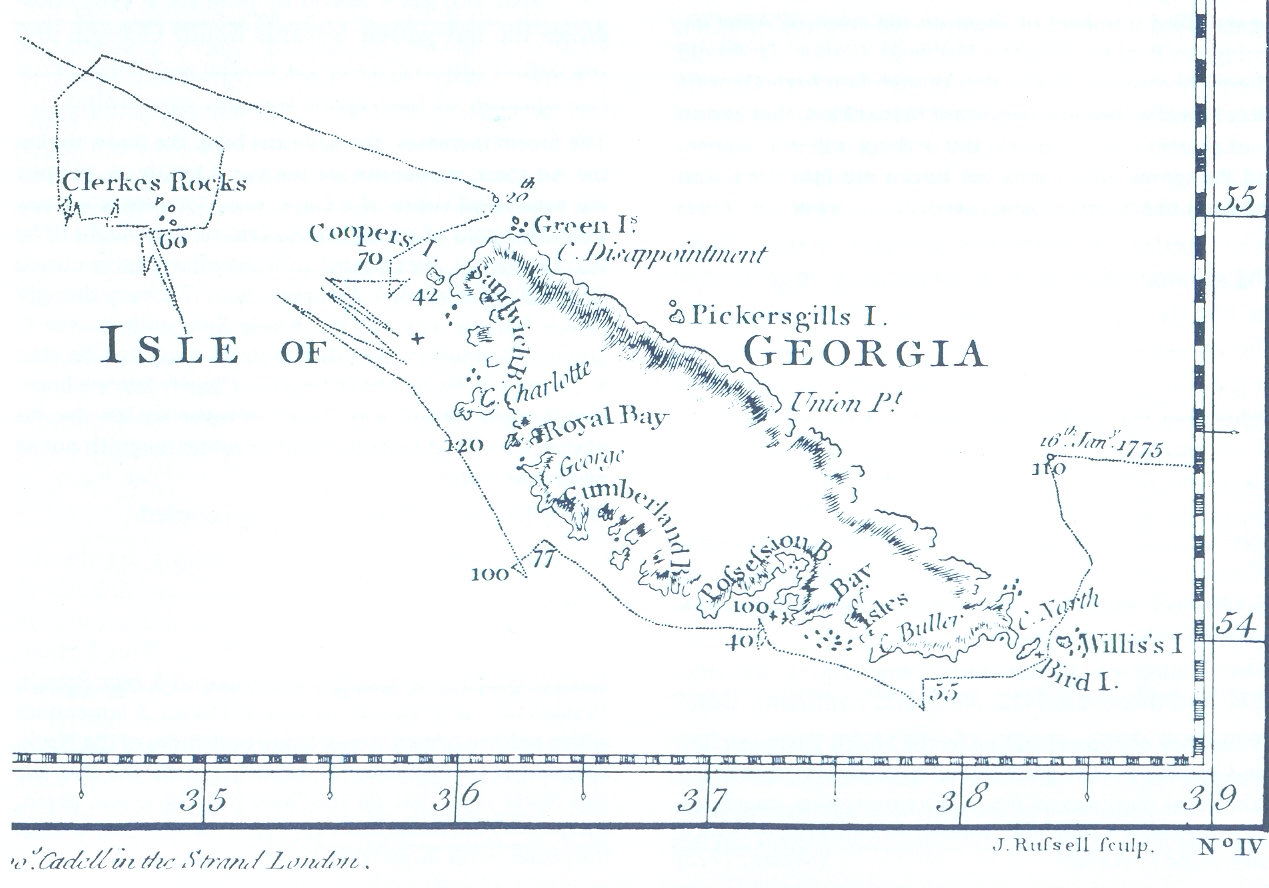
Mapa da Geórgia do Sul (Cpt. James Cook, 1777)

Há uma forte crença popular de que o renomado explorador Américo Vespúcio, de Florença, poderia ter avistado a Geórgia do Sul em abril de 1502, durante uma de suas muitas viagens, amplamente divulgadas à época. Outros sustentam ser esta a mítica ilha Pepys, que alegam ter sido descoberta pelo pirata inglês William Cowley, em dezembro de 1683. Não obstante, os arquivos históricos refutam esta opinião.
Historicamente, a ilha de Geórgia do Sul, localizada ao sul da Convergência Antártica, no Atlântico Sul, foi o primeiro território antártico descoberto, e similarmente a outras descobertas, também ocorreu devido à deriva de um navio, dadas as difíceis condições climáticas na região. Durante o percurso de sua rota, que ia da ilha de Chiloé (Chile) a Salvador (Bahia, Brasil), o navio do comerciante londrino Anthony de la Roché foi fortemente subjugado por uma tempestade, nas proximidades da Ilha dos Estados (Isla de los Estados), impedindo-o assim de seguir até o Estreito de Le Maire, e vagando à deriva em direção leste, até conseguir refúgio em uma das baías da ilha de Geórgia do Sul, permanecendo ali ancorado durante 14 dias, em abril de 1675. Cartógrafos começaram, então, a descrevê-la em seus mapas como sendo a Ilha Roché, em homenagem a seu descobridor.
Em 1700, Sir Edmond Halley, conhecido matemático e astrônomo britânico, realizou uma importante visita às proximidades de Geórgia do Sul, durante a qual fez um levantamento das declinações magnéticas no Atlântico Sul. Mas a ilha só seria avistada pela segunda vez em 1756, pelo navio espanhol Leon. Na ocasião, foi nomeada para Ilha San Pedro.

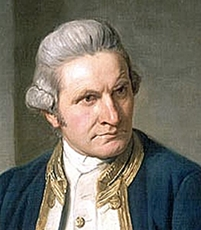
James Cook

Essas primeiras visitas à ilha não resultaram em sua reivindicação de posse por nenhum país, muito menos pela Espanha ou Portugal, que nunca reclamaram Geórgia do Sul para si, mesmo esta pertencendo a seus domínios conforme acordado pela Bula papal Inter Coetera (1493) e em seguida pelo Tratado de Tordesilhas (1494). Segundo a Bula Papal, a linha divisória entre os dois países se dava na longitude 36º8'O, cortando a ilha e dividindo-a entre a Espanha (Oeste) e Portugal (Leste). Outras fontes afirmam que a linha divisória seria de 35ºO, portanto seria de domínio espanhol. Mas com a entrada em vigor do Tratado de Tordesilhas, a ilha passou definitivamente para o lado português do mundo. Com relação à ilha de Sanduíche do Sul, tanto a Bula quanto o Tratado delimitavam-na para o lado português.
O Capitão James Cook, grande navegador inglês, a bordo de seu navio HMS Resolution, e acompanhado do navio HMS Adventure, foi o primeiro a pisar, explorar e mapear a Geórgia do Sul. A mando de oficiais superiores da marinha britânica, Cook tomou posse da ilha, em 17 de janeiro de 1775, renomeando-a Ilha Geórgia, em homenagem ao rei inglês à época, Jorge III.
Partindo de Geórgia do Sul em direção sudeste, Cook ainda descobriu os Rochedos Clerke e as ilhas de Sanduíche do Sul (em homenagem ao 4 °Conde de Sandwich, John Montagu, possível inventor do sanduíche). Algumas destas ilhas foram descobertas pela expedição imperial russa de Bellingshausen e Lazarev, a bordo dos navios Vostok e Mirni, em 1819. As rochas Shag foram descobertas pelo navio espanhol Aurora, em 1762.

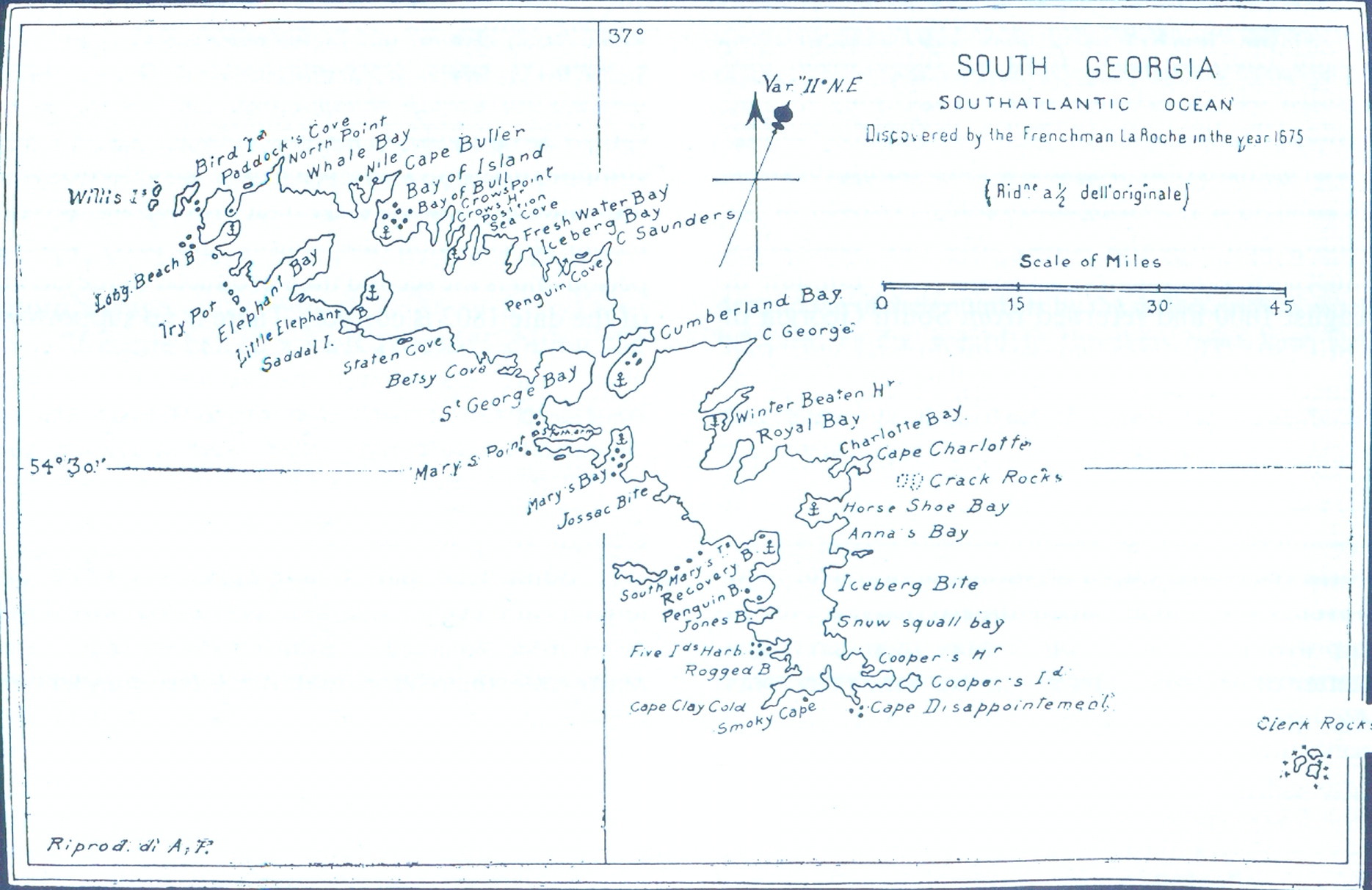
Mapa da Geórgia do Sul (Cpt. Isaac Pendleton, 1802)

Durante o período que vai do século XVIII até ao século XIX, Geórgia do Sul foi habitada por ingleses e estado-unidenses, caçadores de lobos-marinhos, que viveram na ilha durante períodos consideráveis, incluindo invernos inteiros.
A posse eficaz, duradoura e incontestável de Geórgia do Sul foi institucionalizada pela Carta-patente britânica de 1843, posteriormente atualizada em 1876, 1892 e 1908. A pesca aos lobos marinhos, assim como sua preservação, foi regulada pelos atos administrativos britânicos de 1881 e 1899. A ilha é citada no Anuário do Ministério das Colónias a partir de 1887. A Geórgia do Sul foi governada como sendo parte do território das Ilhas Malvinas (Falkland), entretanto tinha independência política e financeira. As ilhas Sanduíche do Sul foram anexadas formalmente a este território pela Carta Patente britânica de 1908. Esse arranjo na configuração dos territórios vigorou da segunda metade do século XIX até quase todo o século XX, quando a Geórgia do Sul e as ilhas Sanduíche do Sul foram incorporadas como um Território Britânico Ultramarino distinto, em 1985.

## Século XX

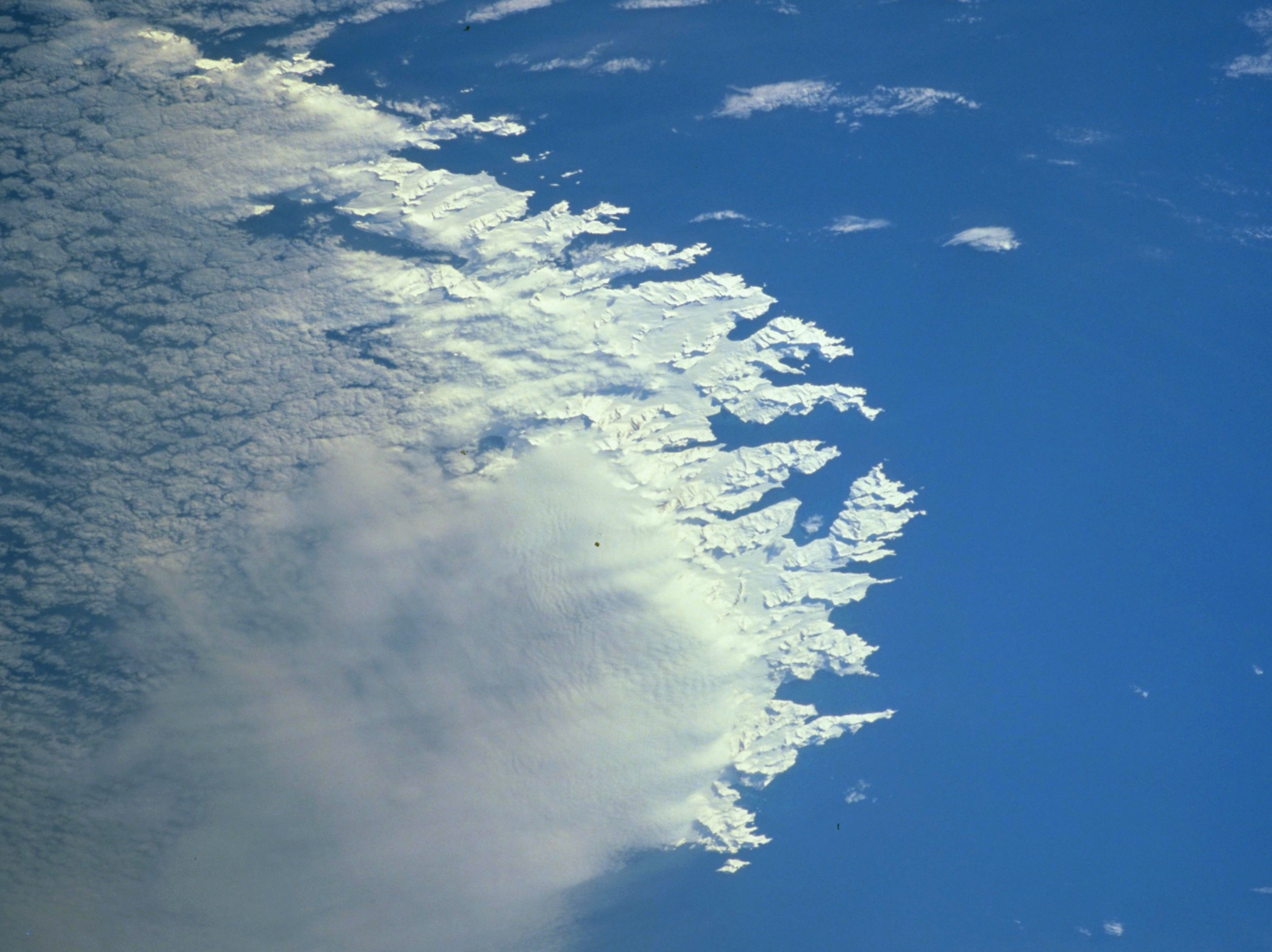
Geórgia do Sul (imagem da NASA)

A partir do século XX, a ilha de Geórgia do Sul transformou-se no maior centro de baleação do mundo, com bases litorâneas em Grytviken (1904-64), Leith Harbour (1909-65), Ocean Harbour (1909-20), Husvik (1910-60), Stromness (1912-61) e Prince Olav Harbour (1917-34). As companhias de baleação na ilha eram de diversas nacionalidades (noruegueses, britânicos, argentinos, sul-africanos e japoneses), e todas trabalhavam pagando aluguéis e/ou mediante licenças concedidas pelo Governador das Ilhas Malvinas e Territórios. A petição da Companhia Argentina de Pesca foi submetida à Embaixada Britânica em Buenos Aires, e aprovada em 1905.

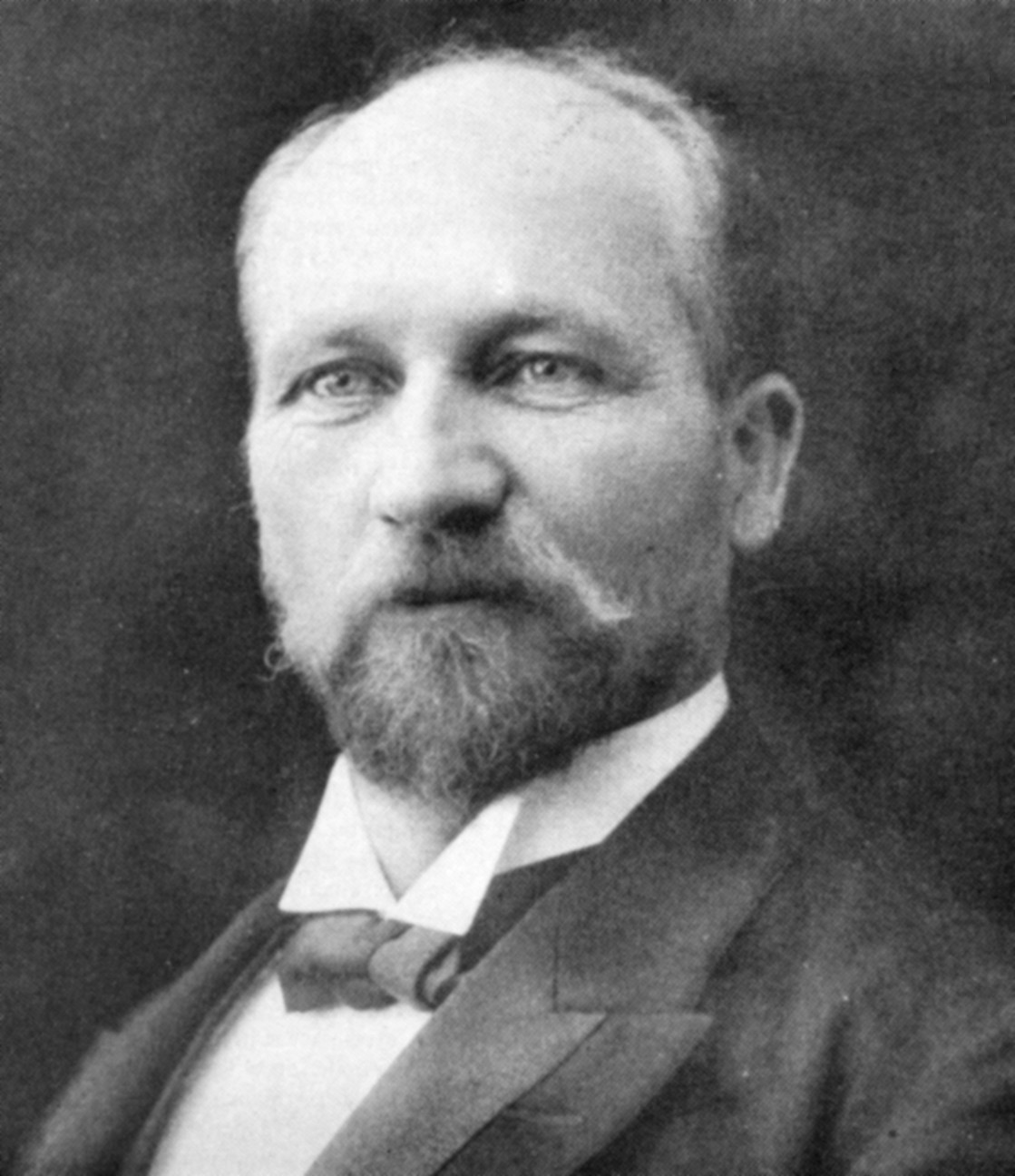
Carl A. Larsen.

Carl Antón Larsen, fundador de Grytviken, era um norueguês naturalizado na Inglaterra. Sua petição para adquirir cidadania britânica foi apresentada ao magistrado britânico da Geórgia do Sul em Grytviken, e aprovada em 1910. Como diretor da Companhia Argentina de Pesca, Larsen organizou a construção de Grytviken — um trabalho notável, feito por 60 noruegueses, que começou com sua chegada, em 16 de novembro, até a finalização da fábrica de óleo de baleia, que iniciou sua produção já em 24 de dezembro de 1904.
Larsen escolheu o local para montar a estação de baleação durante sua visita à ilha, em 1902, a bordo do navio Antarctic, quando comandou a Expedição Antártica Sueca. Na ocasião, explorando uma das baías, atribuindo-lhe o nome de ‘Grytviken’ (‘Baía dos Potes’ em sueco), devido aos muitos artefatos encontrados ali, que incluíam diversos potes ingleses usados para ferver o óleo dos lobos marinhos. Um desses potes continha os dizeres ‘Johnson and Sons, Wapping Dock London’, e encontra-se preservado no Museu de Geórgia do Sul, em Grytviken.

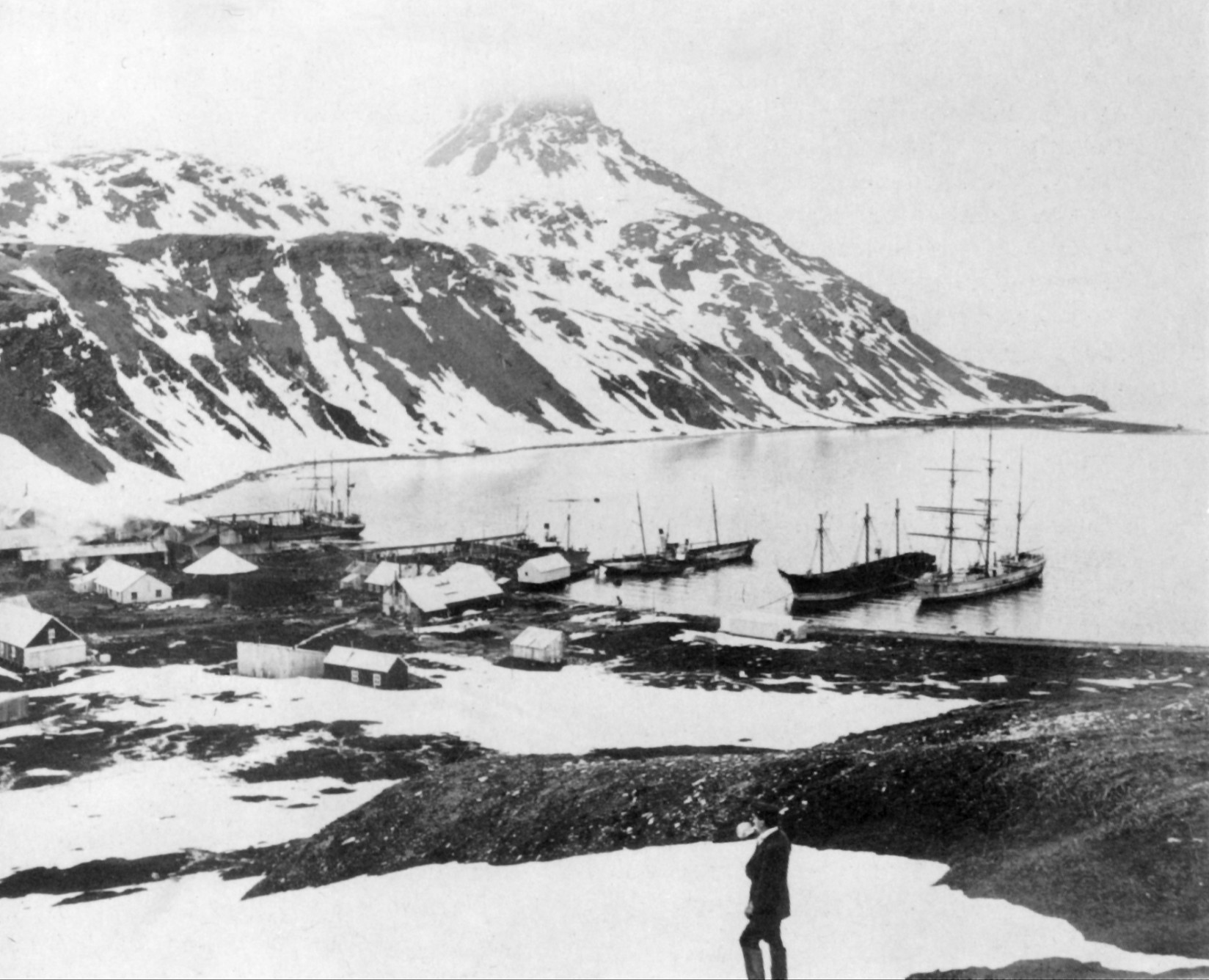
Grytviken, 1914.

A grande maioria dos baleeiros era de origem norueguesa. Durante o período da baleação, que perdurou até 1965, a população variou constantemente. De cerca de 1000 habitantes durante o verão (chegando a 2000 em certos anos) para aproximadamente 200 no inverno. O primeiro censo foi feito pelo magistrado britânico James Wilson, em 31 de dezembro de 1909, quando uma população total de 720 pessoas foi registrada, o que incluía 3 mulheres e 1 menino. Desses, 579 eram noruegueses, 58 suecos, 32 britânicos, 16 dinamarqueses, 15 finlandeses, 9 alemães, 7 russos, 2 neerlandeses, 1 francês e 1 austríaco.
Administradores e outros empregados das estações de baleação geralmente viviam junto com suas famílias. Entre estes estava Fridthjof Jacobsen e sua esposa Klara Olette Jacobsen, que deu à luz duas crianças. Solveig Gunbjörg Jacobsen, uma de suas filhas, foi a primeira criança a nascer em toda a região antártica, em 8 de outubro de 1913, em Grytviken.

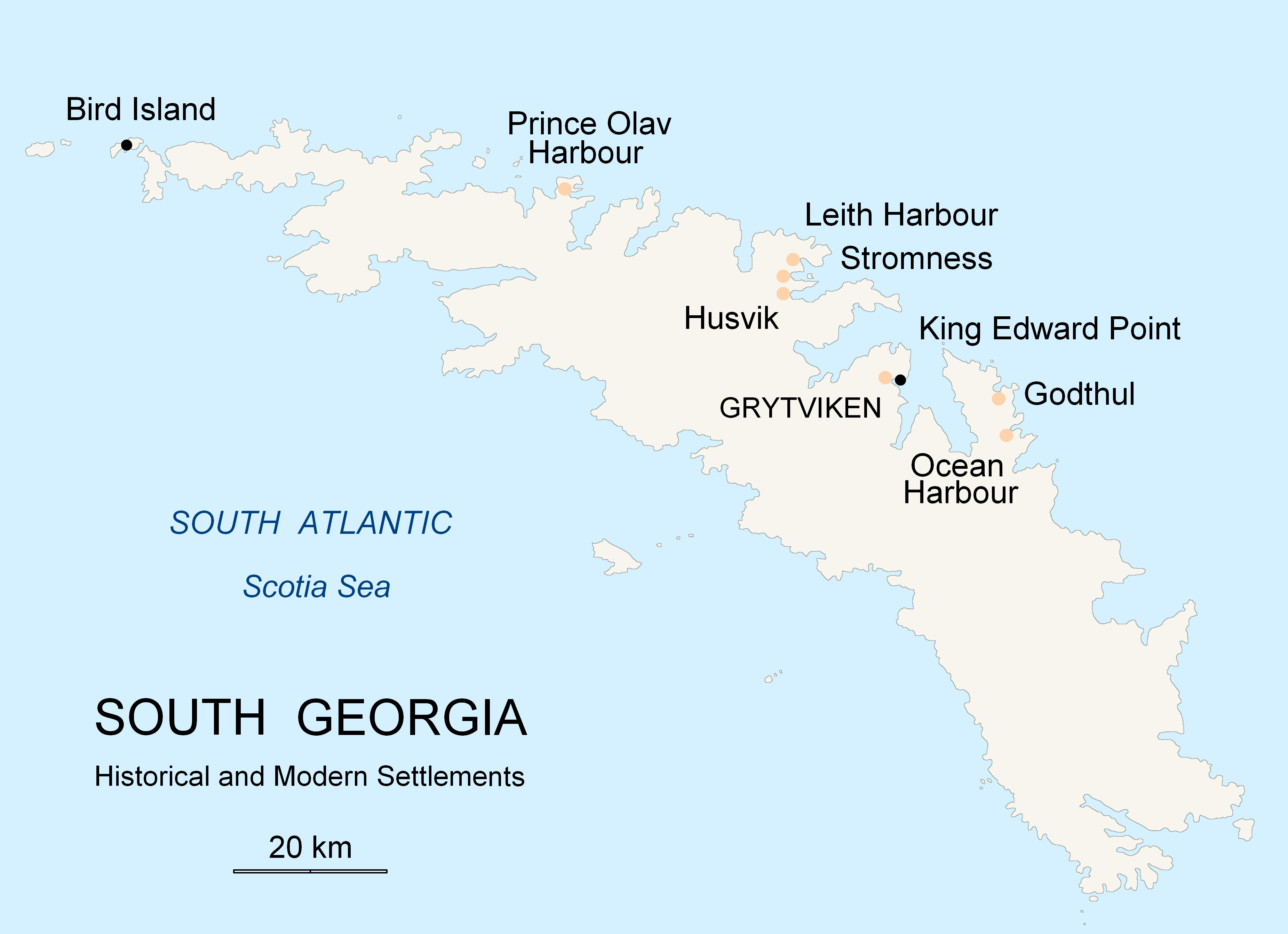
Vilas históricas e modernas na ilha Geórgia do Sul.

Existem cerca de duzentos túmulos na ilha, datados de 1820 em diante, dentre eles o túmulo (de 1922) do famoso explorador antártico Sir Ernest Shackleton, que estabeleceu a rota até o Polo Sul. Em 1916, Shackleton cruzou o Mar de Scotia, em uma das mais extraordinárias jornadas a bordo de um pequeno barco da história marítima, e alcançou a ilha de Geórgia do Sul, onde organizou o bem-sucedido salvamento de sua equipe de expedição, encalhada nas ilhas Shetland do Sul.

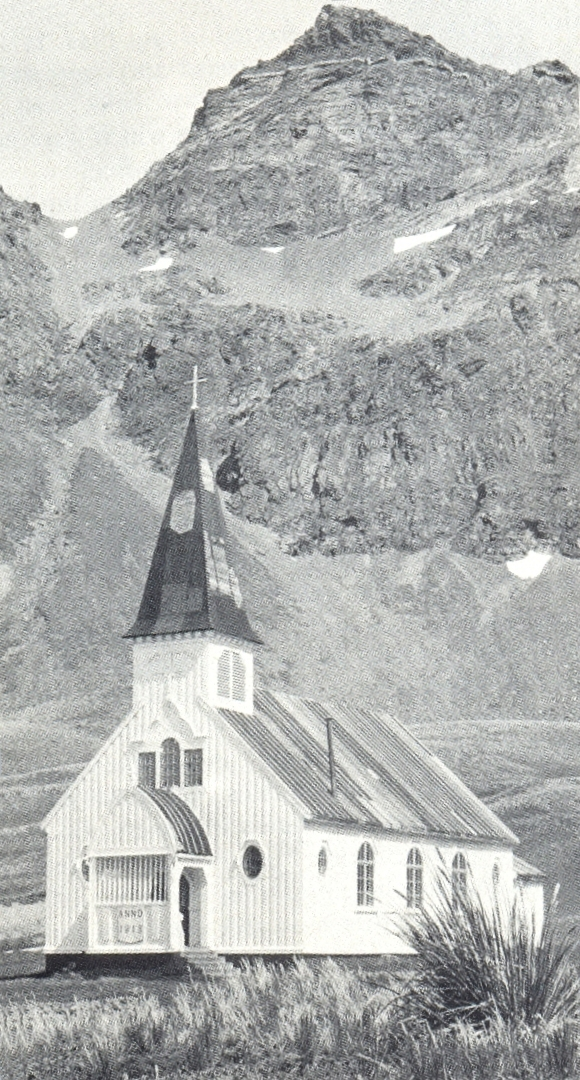
Igreja norueguesa em Grytviken
(construída em 1913)

As observações meteorológicas em Grytviken foram iniciadas por Carl A. Larsen em 1905, e continuadas pela Companhia Argentina de Pesca, após 1907, em cooperação com o Departamento Meteorológico Argentino, o que foi feito de acordo com as exigências da licença britânica de baleação, até sua mudança, em 1949.
A administração local de Geórgia do Sul foi conduzida por meio de um magistrado britânico, e oficializada pela Carta Patente britânica de 1908, a qual foi transmitida ao Ministério de Relações Estrangeiras da Argentina, e reconhecida formalmente em 18 de março de 1909, sem objeções. Além disso, os navios mercantes e da marinha argentina, e todos os cidadãos argentinos que visitaram a ilha nos anos subsequentes, cumpriram com as formalidades portuárias, aduaneiras e de imigração da administração britânica local.
Durante a Segunda Guerra Mundial, as estações baleeiras foram todas fechadas, com exceção de Grytviken e Leith Harbour. A maioria das fábricas flutuantes de óleo de baleia norueguesas e britânicas — grandes navios que operavam em alto-mar e processavam as baleias caçadas pelos barcos baleeiros — foram destruídas pela marinha alemã, enquanto o restante dos navios foram convocados a servir ao lado dos Aliados. A Marinha Real Britânica armou o navio mercante Queen of Bermuda para patrulhar as águas de Geórgia do Sul e Antártica. A tripulação era composta de voluntários noruegueses, treinados especificamente para esse propósito.

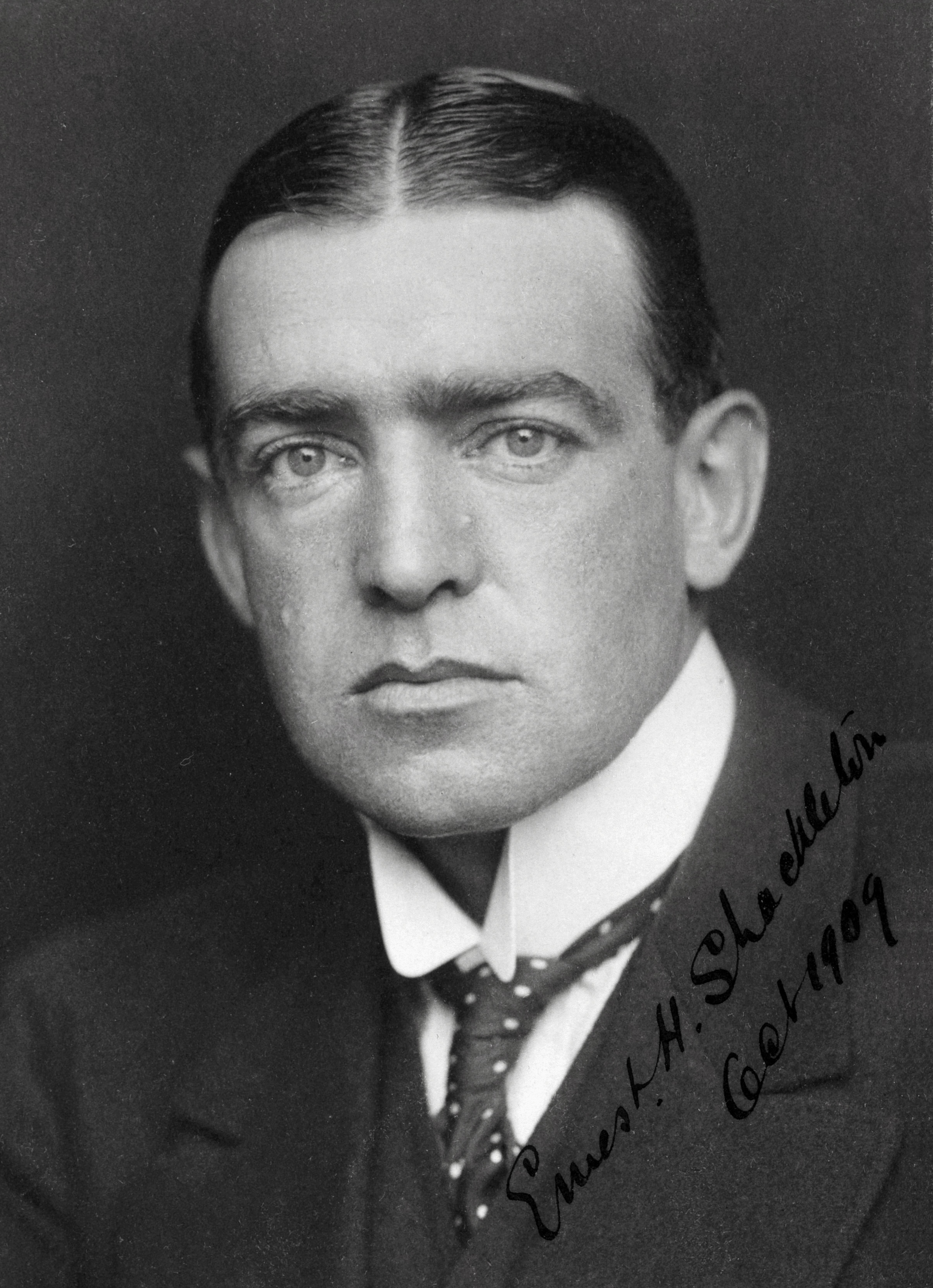
Sir Ernest Shackleton.

O primeiro pronunciamento oficial de reivindicação da Geórgia do Sul pela Argentina foi feito em 1927, e a primeira reivindicação de soberania argentina sobre as ilhas de Sanduíche do Sul foi feita em 1938. Desde então, a Argentina firmou seus pedidos de posse de Geórgia do Sul e de Sandwich do Sul na Corte Internacional de Justiça e em tribunais arbitrais independentes, mas teve seus pedidos rejeitados diversas vezes (em 1947, 1951, 1953, 1954 e 1955).
A base naval argentina de Corbeta Uruguay foi construída clandestinamente na ilha Thule, pertencente às Ilhas Sanduíche do Sul, em 7 de novembro de 1976, e foi objeto de diversos protestos do Reino Unido, o primeiro deles em janeiro de 1977. Chegou a ser ocupada pelos britânicos após a vitória nas Ilhas Malvinas, mas foi repatriada pelos argentinos em 1982.

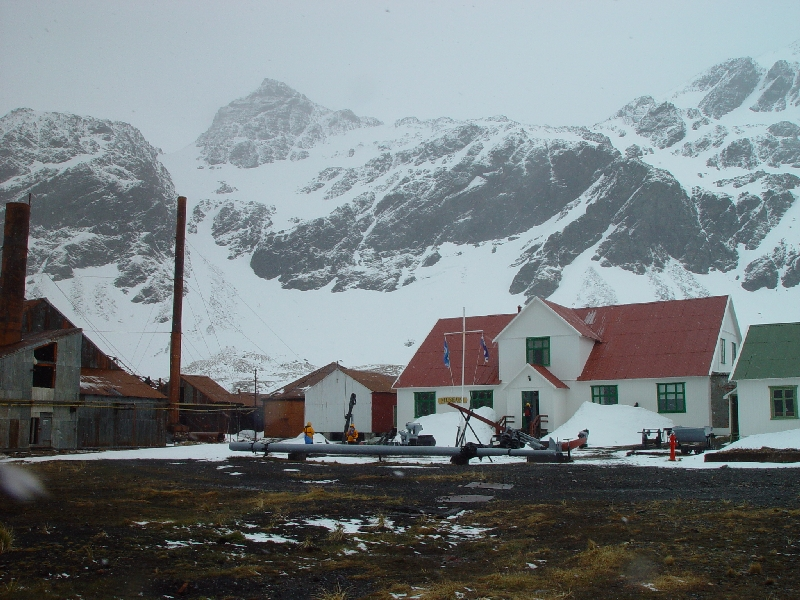
Museu de Geórgia do Sul, Grytviken.

Durante a Guerra do Atlântico Sul, as forças argentinas ocuparam os portos de Grytviken e de Leith, em 3 de abril de 1982, depois de uma batalha que durou cerca de duas horas, em que a fragata argentina Guerrico ficou seriamente danificada e um helicóptero argentino foi destruído, o que impediu a Argentina de ocupar o restante da ilha. Não obstante, a base na Ilha Bird e os acampamentos na Baía de Schlieper, a geleira Lyell e a Baía de Saint Andrews permaneceram sob o controle britânico. Em 25 de abril de 1982, a marinha britânica abalroou e capturou o submarino argentino Santa Fé em Geórgia do Sul, fazendo com que os argentinos se rendessem.
Após a guerra, o Reino Unido manteve uma pequena guarnição de engenheiros militares em Grytviken até março de 2001, quando a ilha retornou ao governo civil.
Devido à sua remota localização no oceano e ao clima severo, não havia em Geórgia do Sul nenhuma população indígena quando foi descoberta, e as famílias posteriormente fixadas ali não perduraram por mais de uma geração até agora. Os atuais centros populacionais incluem Grytviken, Ponto Rei Eduardo, a base em Ilha Bird e Husvik. No Ponto Rei Eduardo concentra-se a alfândega e a residência do magistrado britânico e das autoridades portuárias, bem como a aduaneira, a imigração, a indústria pesqueira e o serviço postal.
Desde 1995, o Departamento Meteorológico Sul-Africano, com a permissão britânica, mantém duas estações meteorológicas automáticas na ilhas Zavodovski e Thule, localizada no arquipélago vulcânico desabitado das ilhas Sanduíche do Sul.

## Mapas velhos

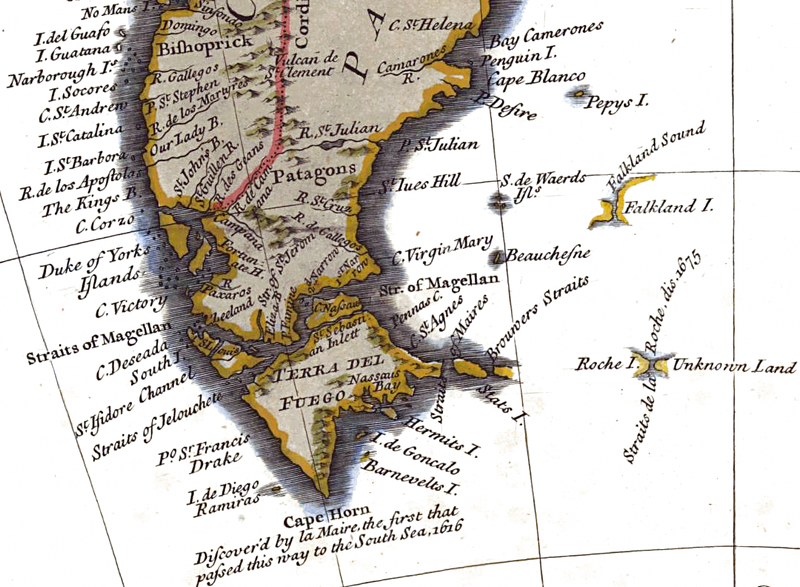
‘Roche Island’ depicted on an 18 century map (R.W. Seale, ca. 1745, fragment)

Veja também: Anthony de la Roché
- «Mapa do século XVII que demonstra a ilha Roché (Geórgia do Sul).»
- «Mapa do século XVIII que demonstra a ilha Roché (Geórgia do Sul).»
- «James Cook, Chart of the Discoveries made in the South Atlantic Ocean, in His Majestys Ship Resolution, under the Command of Captain Cook, in January 1775, W. Strahan and T. Cadel, London, 1777.»